# Microdytes mazzoldii
Microdytes mazzoldii is een keversoort uit de familie waterroofkevers (Dytiscidae). De wetenschappelijke naam van de soort is voor het eerst geldig gepubliceerd in 1998 door Wewalka & Wang.